# Lucas Mazur
Lucas Mazur (* 18. November 1997) ist ein französischer Badmintonspieler. Er ist infolge eines im Alter von drei Jahren erlittenen Schlaganfalls rechtsseitig teilweise gelähmt und startet im Parabadminton in der Startklasse SL4 im Einzel, Doppel und Mixed. Mazur gewann im Einzel die Goldmedaille bei den Sommer-Paralympics 2020.

## Sportliche Laufbahn
Lucas Mazur war im Fußball und Rugby aktiv, bevor er mit zwölf Jahren zum Parabadminton kam. Seit 2014 ist er Mitglied der französischen Nationalmannschaft. Bei der Badminton-Europameisterschaft für Behinderte 2014 in Murcia gewann er im Einzel Gold und im Mixed Bronze. Im folgenden Jahr unterlag er im Einzelfinale der Badminton-Weltmeisterschaft für Behinderte in Stoke Mandeville dem Inder Tarun Tarun. Bei der EM 2016 im niederländischen Beek gewann er drei Goldmedaillen, im Einzel, im Doppel mit Mathieu Thomas gegen das Duo Marcel Adam und Simón Cruz Mondejar, und im Mixed mit Faustine Noël. Bei der WM 2017 in Ulsan errang er im Finale gegen Tarun Tarun die Goldmedaille im Einzel. In Rodez konnte Mazur seine Europameistertitel im Einzel und im Mixed mit Noël verteidigen. Im Doppel startete er in der Klasse SU5 und unterlag im Finale gegen das polnisch-türkische Duo Bartłomiej Mróz und İlker Tuzcu. Bei der Badminton-Weltmeisterschaft für Behinderte 2019 in Basel verteidigte er seinen Weltmeistertitel gegen Tarun. Bei dem erstmals stattfindenden Badmintonwettbewerb bei den Sommer-Paralympics 2020 gewann Mazur im Einzel und wurde mit Faustine Noël Zweiter im Mixed.